# 前黄镇 (常州市)
前黄镇，是中华人民共和国江苏省常州市武进区下辖的一个乡镇级行政单位。前黄镇位于武进南部，东临太湖，西靠滆湖，北依武进高新区，锡溧漕河、新长铁路、232省道贯穿镇域，是重要的商品粮生产基地、江苏省外向型农业生产基地、无公害蔬菜生产基地、常州市食用菌之乡。

## 行政区划
前黄镇下辖以下地区：
前黄社区（含前黄村村委）、寨桥社区（含寨桥村村委）、运村社区（含运村村委）、红星社区（含红星村村委）、大成村、丁舍村、红旗村、前进村、漳湟村、坊东村、联庆村、灵台村、观咀村、高梅村、坊前村、蒋排村、农场村、祝庄村、谭庄村和杨桥村。

## 交通
- 新长铁路：武进站
- 锡溧漕河、232省道

## 中国传统村落
2013年8月，南杨桥古街村获批第二批中国传统村落。